# 尕义香更遗址
尕义香更遗址，位于中国青海省贵德县罗汉堂乡乜那村，为第四批青海省文物保护单位，公布日期为1986年5月27日，类型为古遗址。
尕义香更遗址的历史年代为马家窑类型、卡约文化。